# La Cure Waves SC
Der La Cure Waves Sporting Club ist ein mauritischer Fußballverein aus der Stadt Port Louis. Aktuell spielt der Verein in der ersten Liga.

## Geschichte
Der Verein wurde 1966 gegründet. 2022/23 spielte der Verein in dritten Liga. Hier belegte man den ersten Platz und stieg in die zweite Liga auf. 2023/24 feierte der Klub die Meisterschaft der zweiten Liga und stieg somit in die erste Liga auf.

## Stadion
Seine Heimspiele trägt der Verein im St. François Xavier Stadium in Port Louis aus. Das Stadion hat ein Fassungsvermögen von 2500 Personen.

## Erfolge
- Mauritischer Drittligameister: 2022/23  ▲
- Mauritischer Zweitligameister: 2024  ▲